# Une tablette aux ancêtres
Une tablette aux ancêtres est une nouvelle de Stéphane Corcuff, publiée en 2015 chez L'Asiathèque.

## Résumé
Dans une nouvelle à mi-chemin entre travail littéraire et travail académique (modes d’écritures différents qu’il revendique comme étant tout aussi importants pour un chercheur), l’auteur se met en scène, écrivant à la première personne, pour relater la « rencontre » d’un chercheur avec une tablette funéraire dans le sud de Taïwan. Trouvée dans une maison japonaise abandonnée, il décide la ramener chez lui, et analyse alors les réactions de son entourage, et les siennes propres, à cet « acte » culturel qui peut paraître insensé localement, et qui le conduira finalement à être formellement « adopté » par ces ancêtres lors d’une cérémonie dans un grand temple bouddhiste de Taipei, le temple Shandao (en).

## Analyse
« Aperçu sur les coutumes religieuses de l’Asie confucéenne », le texte évoque autant les coutumes et croyances taïwanaises que l’histoire politique récente tumultueuse de Taïwan. Nouvelle clairement rédigée dans un style littéraire, elle est cependant tissée d’annotations anthropologiques, politiques et géopolitiques, comme si le texte était écrit à partir d’un carnet de terrain. Le texte est d’ailleurs suivi d’un glossaire, donnant des clés académiques sur Taïwan et plusieurs questions abordées, politiques, historiques ou religieuses, donnant ainsi un aspect semi-didactique à l’ensemble.
Cette nouvelle se raccroche, par certains aspects, à la vague rétro et nostalgique qui caractérise nombre de publications et de films ces dernières années : on y sent une nostalgie flottante pour les années japonaises de Taïwan (1895-1945), mises en contraste, à la lumière des conjectures géopolitiques auxquelles se livre l’auteur sur l’origine possible de cette tablette, avec la brutalité de l’occupant suivant ; pourtant le texte révèle en même temps une indéniable empathie pour les continentaux chinois déracinés par la guerre civile de 1946-1949, arrachés à leur famille et exilés à Formose, où les coutumes locales sont souvent très lointaines de celle de la Chine, censée être, sous le Kuomintang, la « mère-patrie » à reconquérir contre Mao. 
Dans ce texte, l’auteur écrit avec un style léger et sans affectation, où les passés simples, par exemple, ne sont ni bannis ni omniprésents, mais arrivent, quand ils arrivent, à propos. C'est un style qui évite l'ornement pour mieux ménager ses surprises régulières, et se concentre surtout sur la narration, qui construit l'intrigue régulièrement sans qu'on y prenne gare. Et, chaque fois que le pathos risquerait de s'installer - car la nouvelle traite aussi de questions sérieuses - une boutade, une situation cocasse ou un élément d'oralité vient sciemment briser net cet élan romantique pour revenir à une histoire en apparence simple, mais qui dévoile peu à peu sa grande richesse. La nouvelle semble garder rigoureusement l’ambiguïté sur la véracité ou non des événements relatés, mais l’auteur, dans un entretien avec un spécialiste de littérature taïwanaise publié le jour de la sortie du livre, semble indiquer d’emblée que l’histoire s’est effectivement passée telle qu’elle est relatée. 
Il inaugure à L’Asiathèque une série intitulée « Liminaire » et visant à publier de textes relatant des expériences interculturelles approfondies en Asie aboutissant à une réflexion en retour sur soi.
L’ouvrage est à l’origine de l’organisation, par Escale des lettres, un centre littéraire des Hauts-de-France, de Taïwan comme pays invité d’honneur au festival « Lettres nomades » à Béthune de 2018, déclare le Président d’Escale des Lettres, Didier Lesaffre, à l’ouverture de la semaine Taïwan, où étaient invités en résidence Walis Nokan, Stéphane Corcuff et le jeune traducteur et universitaire Gwennaël Gaffric.
La nouvelle est analysée dans la revue l'Homme par l'anthropologue Wang Jing (EHESS), selon laquelle "cette forme de narration autobiographique pourrait être rapprochée des récits du chef hopi Don C. Talayesva ou de Casanova".